# بوخهایم
بوخهایم (به آلمانی: Buchheim) یک شهر در آلمان است که در تاتلینگن واقع شده‌است. بوخهایم ۶۴۷ نفر جمعیت دارد.